# Edward Soja

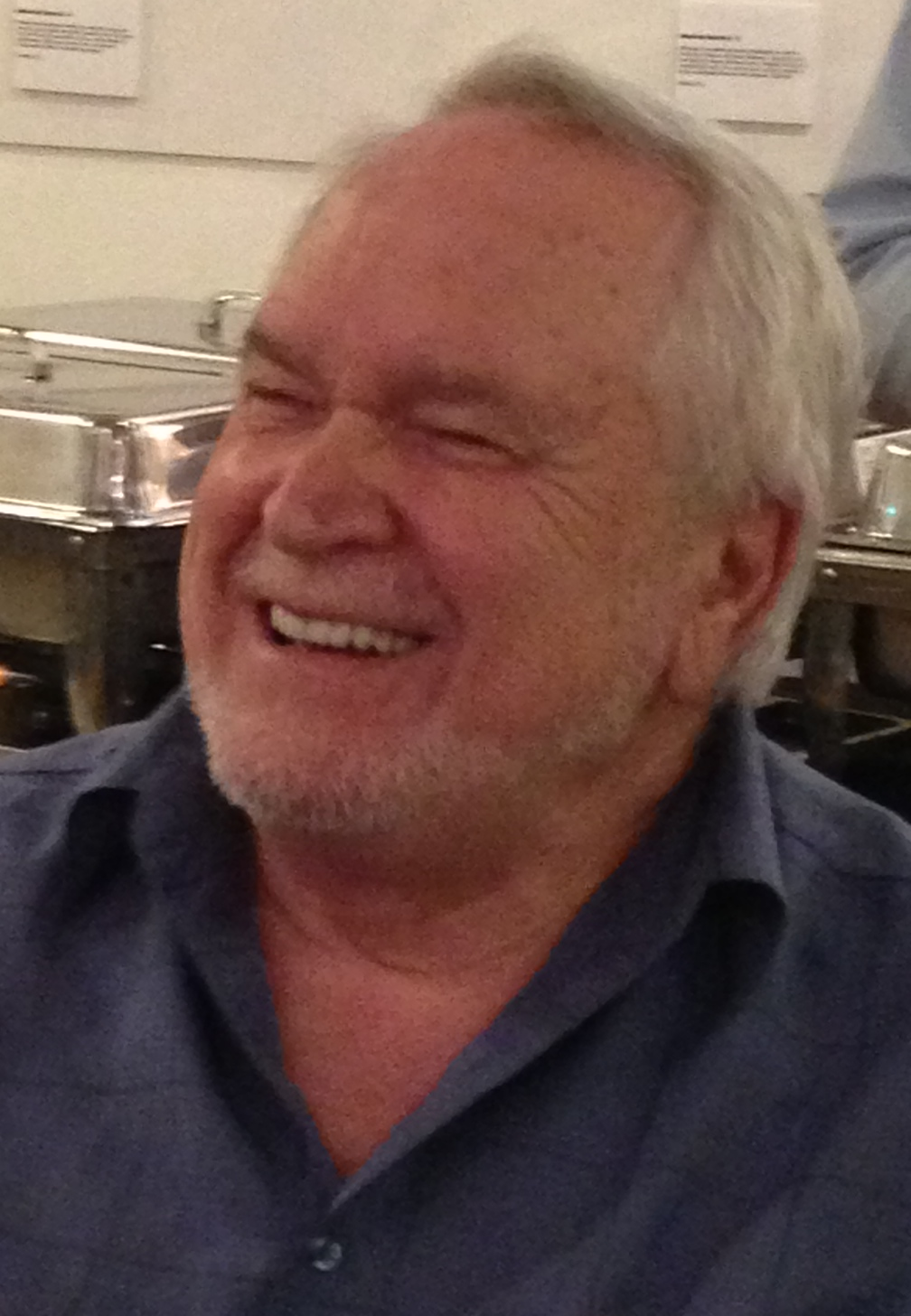
Edward Soja 2012

Edward William Soja (* 4. Mai oder 14. Mai 1940 in New York City; † 2. November 2015 in Los Angeles) war ein US-amerikanischer Geograph und Stadtforscher.

## Leben
1940 als Sohn polnischer Immigranten im New Yorker Stadtteil Bronx geboren und dort aufgewachsen, studierte Soja Geographie am Hunter College der City University of New York sowie der University of Wisconsin–Madison, bevor er an der Syracuse University die Promotion abschloss. Daraufhin war er zunächst an der Northwestern University beschäftigt. 1972 kam Soja an die University of California, Los Angeles, wo er seine weitere akademische Karriere verbrachte. Zuletzt war er dort Distinguished Professor of Urban Planning, bevor er emeritiert wurde.
Ab 1999 lehrte Soja zudem an der London School of Economics and Political Science. 2015 wurde er mit dem Prix Vautrin Lud ausgezeichnet, konnte den Preis aber nicht mehr persönlich entgegennehmen. Kurz darauf starb er im Alter von 75 Jahren.

## Werk
Soja beschäftigte sich zu Anfang seiner Karriere mit der postkolonialen Nationenbildung in Afrika, insbesondere in Kenia. Obwohl sein damaliger modernisierungstheoretischer Ansatz wenig gemeinsam hatte mit dem kritisch-neomarxistischen späterer Werke, so lag Sojas Forschungsinteresse bereits darin, räumlich unterschiedliche Entwicklungen zu untersuchen und in ein allgemeines sozialwissenschaftliches Verständnis von Entwicklungsprozessen einzubetten.
In den 1970er Jahren betrieb er wenig empirische Forschung, auch veröffentlichte er wenig. Stattdessen widmete Soja sich der Suche nach einem vertieften sozialtheoretischen Verständnis räumlicher Entwicklungsprozesse in der aufkommenden Postmoderne, die er zusammen mit anderen Forschern wie Allen J. Scott im Großraum Los Angeles zu untersuchen begann. Diese Forschergruppe wurde später als Los Angeles School of Urbanism bekannt, zu deren wichtigsten Vertretern Soja gehörte.
Zwischen 1989 und 2000 veröffentlichte Soja die drei Bücher Postmodern Geographies, Thirdspace und Postmetropolis, in denen er seine zentralen Thesen zur Postmoderne darlegte: Dass eine Reorganisation der kapitalistischen Ordnung im Gange sei, die dem Räumlichen eine größere Bedeutung als dem Zeitlichen beimesse; dass Räumlichkeit eine grundlegende Komponente sozialen Lebens darstelle; und dass demzufolge Sozialtheorie sich verstärkt mit dem geographischen Raum beschäftigen müsse. Ähnlich wie David Harvey berief er sich dabei nicht zuletzt auf Henri Lefebvre. Im Zuge dessen benutzte Soja, wohl als erster, den Begriff „Spatial turn“.

## Schriften (Auswahl)

### Monographien
- The Geography of Modernization in Kenya: A Spatial Analysis of Social, Economic, and Political Change. Syracuse 1968.
- Postmodern Geographies: The Reassertion of Space in Critical Social Theory. Verso, London u. a. 1989, ISBN 0-86091-936-6 (Teilübersetzungen: Verräumlichungen: Marxistische Geographie und kritische Gesellschaftstheorie. In: Bernd Belina, Boris Michel (Hrsg.): Raumproduktionen: Beiträge der Radical Geography: eine Zwischenbilanz. Westfälisches Dampfboot, 2007, S. 77–110; Geschichte: Geographie: Modernität. In: Martin Wentz (Hrsg.), Stadt-Räume. Campus Verlag, Frankfurt/M./New York 1991, S. 73–90.).
- Thirdspace: Journeys to Los Angeles and Other Real-and-imagined Places. Blackwell, Malden u. a. 1996, ISBN 1-55786-675-9 (Teilübersetzung: Die Trialektik der Räumlichkeit. In: Robert Stockhammer (Hrsg.): Topographien der Moderne. Medien zur Repräsentation und Konstruktion von Räumen. Paderborn 2005, S. 93–123.).
- Postmetropolis: Critical Studies of Cities and Regions. Blackwell, Oxford u. a. 2000, ISBN 1-57718-000-3.
- Seeking Spatial Justice. University of Minnesota Press, Minneapolis 2010, ISBN 978-0-8166-6667-6.
- My Los Angeles: From Urban Restructuring to Regional Urbanization. University of California Press, Berkeley 2014, ISBN 978-0-520-95763-3.

### Sammelbände
- John N. Paden und Edward W. Soja (Hrsg.): The African Experience. Northwestern University Press, Evanston 1970 (4 Bände).
- Allen J. Scott und Edward W. Soja (Hrsg.): The City: Los Angeles and Urban Theory at the End of the Twentieth Century. University of California Press, Berkeley 1996, ISBN 0-520-20424-7.

### Aufsätze

#### Auf Deutsch erschienen
- Ökonomische Restrukturierung und Internationalisierung der Region Los Angeles. In: Renate Borst u. a. (Hrsg.): Das neue Gesicht der Städte (= Stadtforschung aktuell. Nr. 29). Birkhäuser, Basel 1990, ISBN 3-7643-2540-2, S. 170–187.
- Los Angeles, eine nach außen gekehrte Stadt: Die Entwicklung der postmodernen Metropole in den USA. In: Volker Kreibich u. a. (Hrsg.): Rom - Madrid - Athen. Die neue Rolle der städtischen Peripherie (= Dortmunder Beiträge zur Raumplanung. Nr. 62). 1992, ISBN 3-88211-077-5, S. 213–228.
- „In Los Angeles kommt alles zusammen“: Die Dekonstruktion und Rekonstruktion des Modernen. In: Bernd-Peter Lange und Hans-Peter Rodenberg (Hrsg.): Die neue Metropole: Los Angeles – London (= Gulliver. Nr. 35). Argument, Hamburg 1994, ISBN 3-88619-713-1, S. 7–32.
- Anregung für ein wenig Verwirrung: Ein zeitgenössischer Vergleich von Amsterdam und Los Angeles. In: Hansruedi Hitz u. a. (Hrsg.): Capitales Fatales: Urbanisierung und Politik in den Finanzmetropolen Frankfurt und Zürich. Rotpunktverlag, Zürich 1995, ISBN 3-85869-093-7, S. 160–175.
- Postmoderne Urbanisierung: Die sechs Restrukturierungen von Los Angeles. In: Gotthard Fuchs, Bernhard Moltmann und Walter Prigge (Hrsg.): Mythos Metropole. Suhrkamp, Frankfurt a. M. 1995, ISBN 3-518-11912-5, S. 143–164.
- Thirdspace – Die Erweiterung des Geographischen Blicks. In: Hans Gebhardt, Paul Reuber und Günter Wolkersdorfer (Hrsg.): Kulturgeographie: Aktuelle Ansätze und Entwicklungen. Spektrum, Heidelberg/Berlin 2003, ISBN 3-8274-1393-1, S. 269–288.
- Edward Soja und Allen J. Scott: Los Angeles 1870–1990: Historische Geographie einer amerikanischen Megastadt. In: Wolfgang Schwentker (Hrsg.): Megastädte im 20. Jahrhundert. Wolfgang Schwentker, Göttingen 2006, ISBN 978-3-525-36296-9, S. 283–304.
- Vom „Zeitgeist“ zum „Raumgeist“: New Twists on the Spatial Turn. In: Jörg Döring und Tristan Thielmann (Hrsg.): Spatial Turn: Das Raumparadigma in den Kultur- und Sozialwissenschaften. Transcript, Bielefeld 2008, ISBN 978-3-89942-683-0, S. 241–262.

#### Weitere
- The Socio-spatial Dialectic. In: Annals of the Association of American Geographers. Band 70, Nr. 2, 1980, S. 207–225, doi:10.1111/j.1467-8306.1980.tb01308.x.
- The Spatiality of Social Life: Towards a Transformative Retheorisation. In: Derek Gregory und John Urry (Hrsg.): Social Relations and Spatial Structures. Macmillan, Houndsmills u. a. 1985, ISBN 0-333-35404-4, S. 90–127.